# هنری کلی فریک
هنری کلی فریک (۱۹ دسامبر ۱۸۴۹ – ۲ دسامبر ۱۹۱۹) یک کارخانه‌دار، سرمایه‌گذار، ضد اتحادیه، و مجموعه‌دار آثار هنری اهل آمریکا بود. او مؤسس و صاحب شرکت اچ.سی. فریک و شرکت تولید کُک بود، همچنین مدیرعامل شرکت فلزات کارنگی و از افراد سرشناس در زمینه فلزات ایالات متحده بود. آثار هنری که او جمع‌آوری می‌کرد امروزه در مجموعه فریک قرار دارند. او همچنین به خاطر مبارزه با سندیکاهای کارگری معروف بود.